# Herkules (TV-serie)
Herkules (engelska: Hercules) är en animerad TV-serie från Walt Disney Television, bestående av 65 avsnitt och ursprungligen visad på det amerikanska TV-nätverket ABC åren 1998-1999. Handlingen bygger på den animerade långfilmen Herkules från 1997. Handlingen kretsar kring titelfiguren Herkules, till hälften gud och till hälften människa, och utspelar sig innan filmen, under huvudfigurens tonårsår.

## Figurer
Huvudfigurerna i serien är Herkules, Filoktetes, Pegasus, Icarus och Kassandra

## Svenska röster
- Herkules - Nick Atkinson
- Ikaros	- Eric Donell
- Hades - Dan Ekborg
- Filoktetes - Pierre Lindstedt
- Kassandra - Isabelle Moreau
- Skrik - Anders Öjebo
- Panik - Andreas Nilsson
- Kalliope - Anki Abertsson
- Thalia - Gladys del Pilar
- Terpsichore - Sharon Dyall
- Hippokrates - Roger Storm
- samt: Ingemar Carlehed, Sofia Caiman, Ingrid Langaard, Stefan Berglund med flera

### Fotnoter
1. ↑  Mike Lyons (1 september 1998). ”Disney's Little Big Screen: Turning Animated Features Into TV Series” (på engelska). Animation World Magazine. http://www.awn.com/mag/issue3.6/3.6pages/3.6lyonsdisney.html. Läst 17 juli 2016.